# Phaonia imitatrix
Phaonia imitatrix är en tvåvingeart som beskrevs av Malloch 1919. Phaonia imitatrix ingår i släktet Phaonia och familjen husflugor. Inga underarter finns listade i Catalogue of Life.